# Lengelsheim
Ne doit pas être confondu avec Langelsheim.
Lengelsheim [lɛŋ(ɡ)əlsaim] est une commune française située dans le département de la Moselle, en Lorraine, dans la région administrative Grand Est. Le village fait partie du pays de Bitche et du bassin de vie de la Moselle-Est.

## Géographie

### Localisation
Situé en pays découvert, un peu à l'écart de la route de Bitche à Deux-Ponts, le village s'est développé le long des ruisseaux du Bittenbach et de l'Himmersbach, qui confluent en contrebas de l'église pour former le Breidenbach.

### Géologie et relief
Commune membre du parc naturel régional des Vosges du Nord.
La commune se compose de 25,37 hectares de territoires artificialisés (4,84 %), 337,16 hectares de territoires agricoles (64,34 %) et 161,76 hectares de forêts et milieux semi-naturels (30,87 %).
Espaces naturels :
- Trois espaces protégés hors Natura 2000 Vosges du Nord :

Réserve de Biosphère, zone tampon,
Réserve de Biosphère, zone de transition,
Parc naturel régional.
- Trois zones naturelles d'intérêt écologique, faunistique et floristique (Znieff) :

Forêts spontanées des Vosges du Nord,
Vallon en forêt du Nassenwald à Breidenbach,
Forêt de Teufelsbrueck et milieux prairiaux à Lengelsheim.
Bien que totalement détruites au cours de la Seconde Guerre mondiale, les maisons ont retrouvé au moment de leur reconstruction leur volume et leur allure générale d'autrefois.
Système d’information pour la gestion des eaux souterraines du bassin Rhin-Meuse Géologie : * Carte géologique; * Coupes géologiques et techniques.

### Sismicité
Commune située dans une zone de sismicité 2 faible.

### Hydrographie et les eaux souterraines
La commune est située dans le bassin versant du Rhin au sein du bassin Rhin-Meuse. Elle est drainée par le ruisseau le Breidenbach et le ruisseau Himmersbach,.
Le Breidenbach, d'une longueur totale de 10,4 km, prend sa source dans la commune de Schorbach et se jette  dans la Horn à Walschbronn, après avoir traversé sept communes.

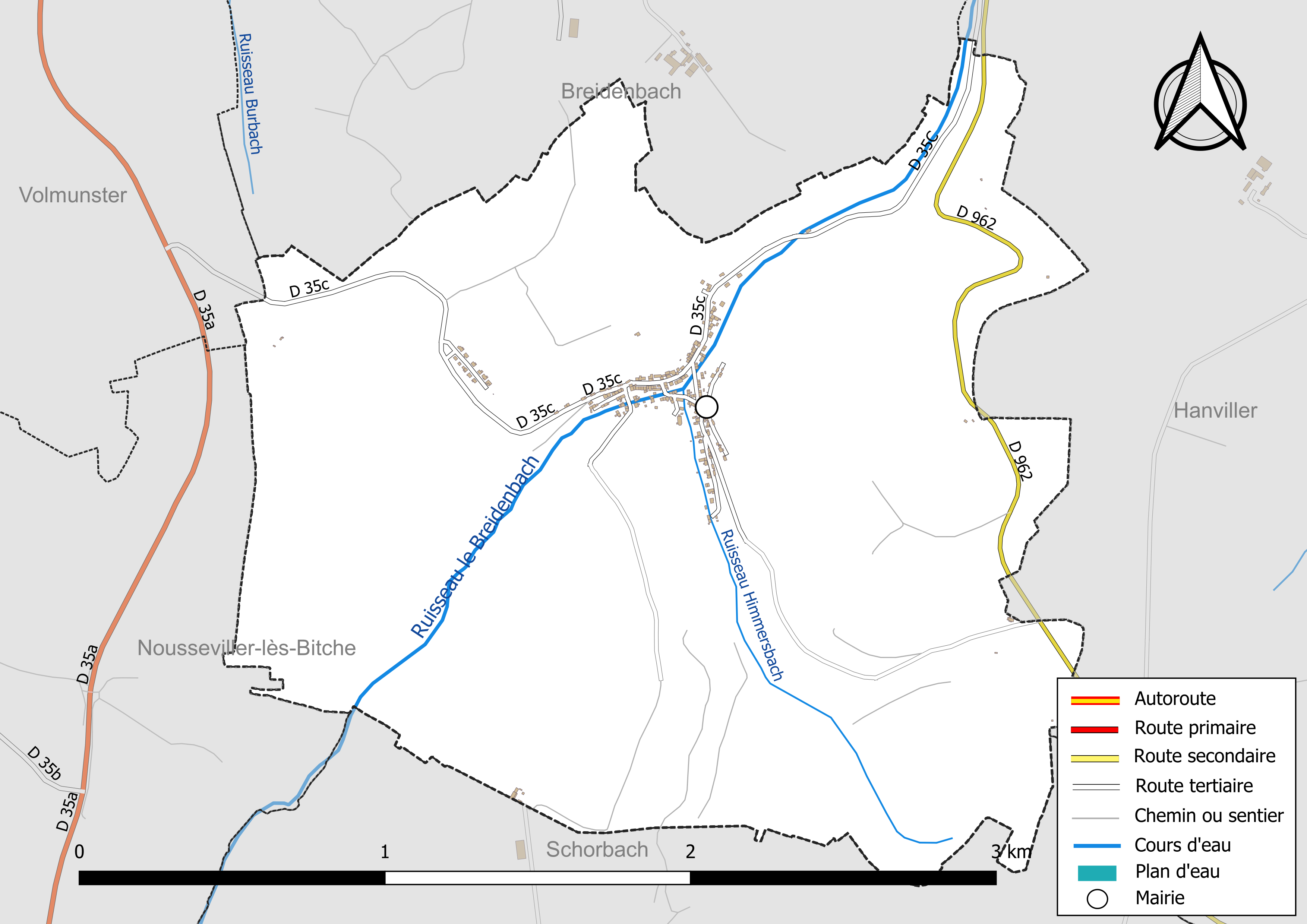
Réseaux hydrographique et routier de Lengelsheim.

La qualité des eaux des principaux cours d’eau de la commune, notamment du ruisseau le Breidenbach, peut être consultée sur un site spécial géré par les agences de l’eau et l’Agence française pour la biodiversité.

### Climat
Pour des articles plus généraux, voir Climat du Grand Est et Climat de la Moselle.
En 2010, le climat de la commune est de type climat des marges montargnardes, selon une étude du Centre national de la recherche scientifique s'appuyant sur une série de données couvrant la période 1971-2000. En 2020, Météo-France publie une typologie des climats de la France métropolitaine dans laquelle la commune est exposée à un climat semi-continental et est dans la région climatique  Vosges, caractérisée par une pluviométrie très élevée (1 500 à 2 000 mm/an) en toutes saisons et un hiver rude (moins de 1 °C). 
Pour la période 1971-2000, la température annuelle moyenne est de 9,8 °C, avec une amplitude thermique annuelle de 17,2 °C. Le cumul annuel moyen de précipitations est de 954 mm, avec 12,1 jours de précipitations en janvier et 9,7 jours en juillet. Pour la période 1991-2020, la température moyenne annuelle observée sur la station météorologique de Météo-France la plus proche, « Volmunster », sur la commune de Volmunster à 4 km à vol d'oiseau, est de 10,2 °C et le cumul annuel moyen de précipitations est de 760,1 mm. 
La température maximale relevée sur cette station est de 37,6 °C, atteinte le 25 juillet 2019 ; la température minimale est de −18,6 °C, atteinte le 24 décembre 2001,,. 
Les paramètres climatiques de la commune ont été estimés pour le milieu du siècle (2041-2070) selon différents scénarios d'émission de gaz à effet de serre à partir des nouvelles projections climatiques de référence DRIAS-2020. Ils sont consultables sur un site spécial publié par Météo-France en novembre 2022.

## Urbanisme

### Typologie
Au 1er janvier 2024, Lengelsheim est catégorisée commune rurale à habitat dispersé, selon la nouvelle grille communale de densité à sept niveaux définie par l'Insee en 2022.
Elle est située hors unité urbaine et hors attraction des villes,.

### Occupation des sols
L'occupation des sols de la commune, telle qu'elle ressort de la base de données européenne d’occupation biophysique des sols Corine Land Cover (CLC), est marquée par l'importance des territoires agricoles (64,3 % en 2018), une proportion sensiblement équivalente à celle de 1990 (63,9 %). La répartition détaillée en 2018 est la suivante : 
terres arables (43 %), forêts (30,8 %), prairies (13,3 %), zones agricoles hétérogènes (7,9 %), zones urbanisées (4,9 %). L'évolution de l’occupation des sols de la commune et de ses infrastructures peut être observée sur les différentes représentations cartographiques du territoire : la carte de Cassini (XVIIIe siècle), la carte d'état-major (1820-1866) et les cartes ou photos aériennes de l'IGN pour la période actuelle (1950 à aujourd'hui).

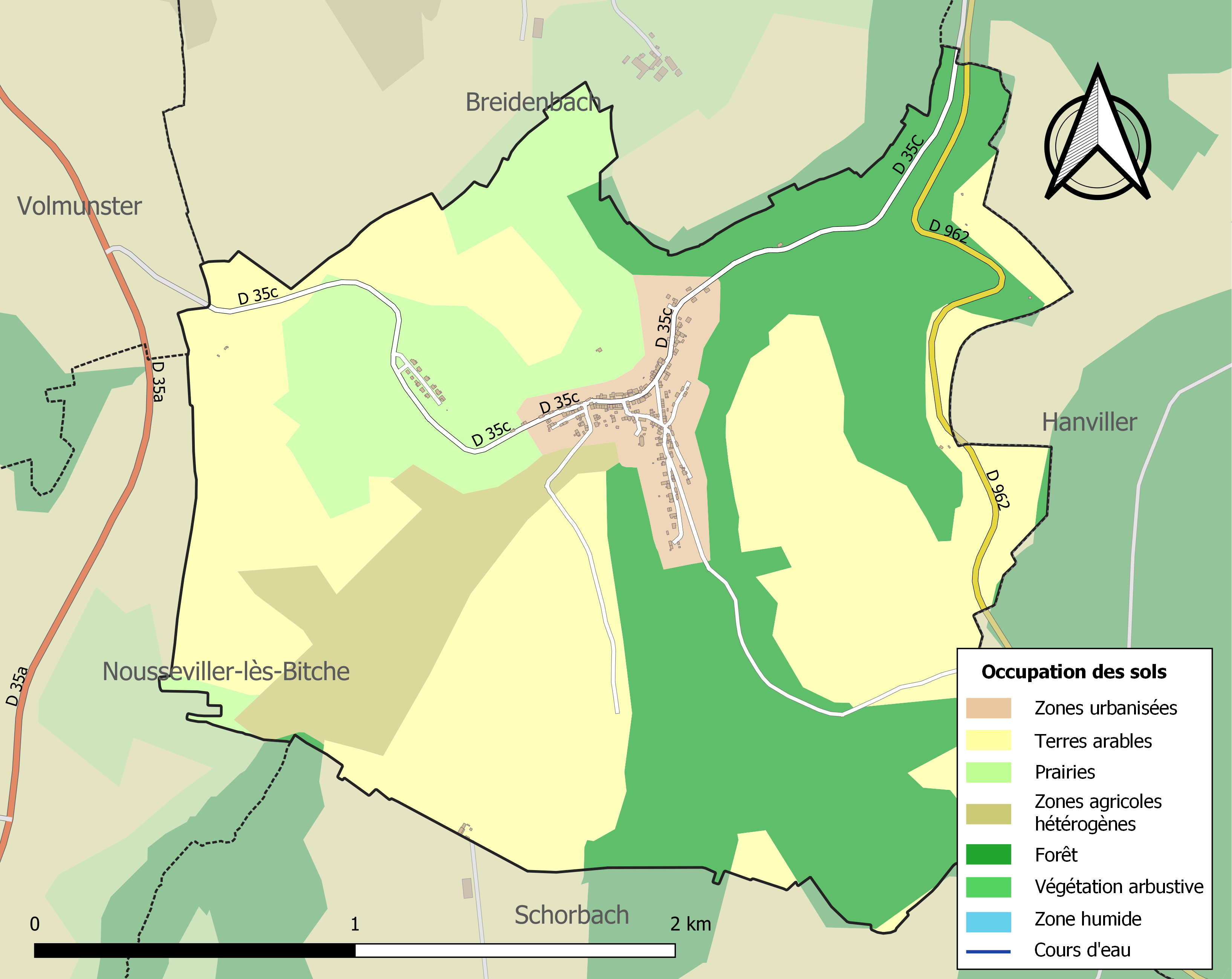
Carte des infrastructures et de l'occupation des sols de la commune en 2018 (CLC).

Commune couverte par le plan local d'urbanisme intercommunal de Niederbronn-les-Bains.

### Intercommunalité
Commune membre de la Communauté de communes du Pays de Bitche.

### Voies de communications et transports

#### Voies routières
- D162c > D35a vers Echviller, Nousseviller-lès-Bitche[27].

#### Transports en commun

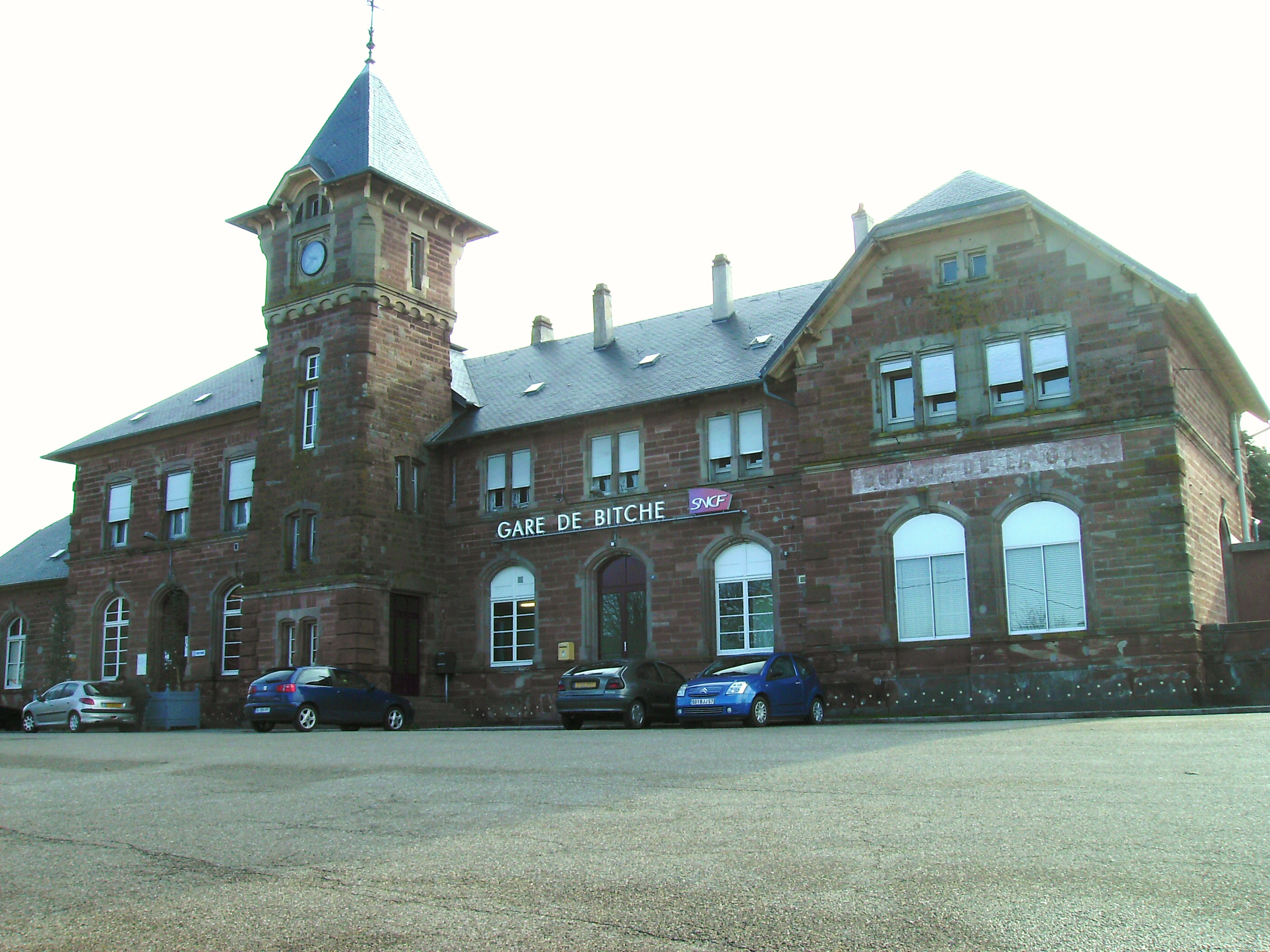
Gare de Bitche.

- Fluo Grand Est.

##### SNCF
- Gare de Bitche,
- Gare de Rohrbach-lès-Bitche,
- Gare de Wœlfling-lès-Sarreguemines,
- Gare de Wittring,
- Gare de Wingen-sur-Moder.

## Toponymie
- D'un nom de personne germanique Lantgis + heim[28].
- Lengeniss (1414), Lengissheim (1594), Lenglisheim (1681), Leingelsheim (1751), Linglisheim (1756), Lengelsheim (1793).
- Lengelse en francique lorrain[29].

## Histoire

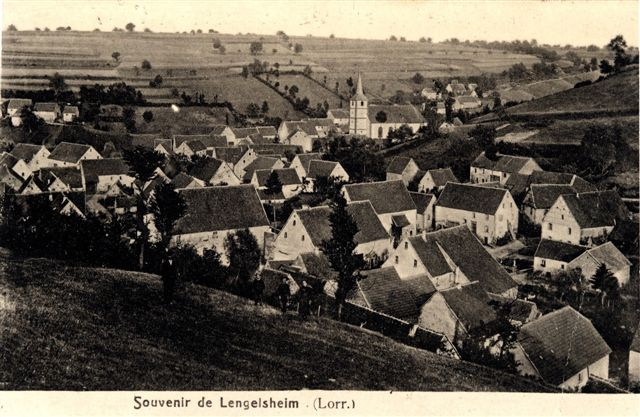
Vue du village.

Lengelsheim est mentionné en 1414 sous la forme Lengeniss, du nom d'homme germanique Lengin et du suffixe heim, le village. Dépendait de l'ancienne province de Lorraine, dans la seigneurie de Bitche.
Du point de vue spirituel, le village est succursale de la paroisse de Schorbach jusqu'en 1804, date à laquelle il est érigé en paroisse de l'archiprêtré de Volmunster. Du point de vue administratif, le village fait partie de l'éphémère canton de Breidenbach de 1790 à 1802, avant de passer dans celui de Volmunster.
L’église Saint-Laurent a été construite en 1818-1819, remplaçant une petite chapelle dépendant de la paroisse de Schorbach, dédiée aux saints anges, d'où vient probablement le nom du village. Elle a conservé un important ensemble de vitraux de 1891, dont les huit verrières de la nef sont l’œuvre de Victor Höner, peintre-verrier installé à Nancy. Leur conservation exceptionnelle  jusqu’à nos jours est exceptionnelle s'explique sans doute par le fait qu'elles auraient été mises à l’abri à Sarreguemines, lorsque le village fut intégré à l’extension du camp militaire dans les années 1940. Le prêtre, Jacques Neu, est mentionné sur l’une des verrières comme « J. Neu curé/Année 1891 ».

## Politique et administration

### Budget et fiscalité 2023
En 2023, le budget de la commune était constitué ainsi :
- total des produits de fonctionnement : 154 000 €, soit 773 € par habitant ;
- total des charges de fonctionnement : 126 000 €, soit 635 € par habitant ;
- total des ressources d'investissement : 3 000 €, soit 14 € par habitant ;
- total des emplois d'investissement : 78 000 €, soit 390 € par habitant ;
- endettement : 180 000 €, soit 905 € par habitant.

Avec les taux de fiscalité suivants :
- taxe d'habitation : 15,02 % ;
- taxe foncière sur les propriétés bâties : 29,29 % ;
- taxe foncière sur les propriétés non bâties : 59,82 % ;
- taxe additionnelle à la taxe foncière sur les propriétés non bâties : 0,00 % ;
- cotisation foncière des entreprises : 0,00 %.

Chiffres clés Revenus et pauvreté des ménages en 2021 : médiane en 2021 du revenu disponible, par unité de consommation : 21 340 €.

## Population et société

### Démographie

#### Évolution démographique
L'évolution du nombre d'habitants est connue à travers les recensements de la population effectués dans la commune depuis 1793. Pour les communes de moins de 10 000 habitants, une enquête de recensement portant sur toute la population est réalisée tous les cinq ans, les populations de référence des années intermédiaires étant quant à elles estimées par interpolation ou extrapolation. Pour la commune, le premier recensement exhaustif entrant dans le cadre du nouveau dispositif a été réalisé en 2007.

En 2022, la commune comptait 189 habitants, en évolution de −12,9 % par rapport à 2016 (Moselle : +0,52 %, France hors Mayotte : +2,11 %).
| 1793 | 1800 | 1806 | 1821 | 1836 | 1841 | 1861 | 1866 | 1871 |
| ---- | ---- | ---- | ---- | ---- | ---- | ---- | ---- | ---- |
| 516  | 453  | 569  | 594  | 631  | 610  | 512  | 533  | 503  |

| 1875 | 1880 | 1885 | 1890 | 1895 | 1900 | 1905 | 1910 | 1921 |
| ---- | ---- | ---- | ---- | ---- | ---- | ---- | ---- | ---- |
| 497  | 447  | 425  | 502  | 520  | 509  | 519  | 494  | 465  |

| 1926 | 1931 | 1936 | 1946 | 1954 | 1962 | 1968 | 1975 | 1982 |
| ---- | ---- | ---- | ---- | ---- | ---- | ---- | ---- | ---- |
| 441  | 438  | 442  | 208  | 258  | 236  | 231  | 223  | 218  |

| 1990 | 1999 | 2006 | 2007 | 2012 | 2017 | 2022 | - | - |
| ---- | ---- | ---- | ---- | ---- | ---- | ---- | - | - |
| 226  | 209  | 209  | 209  | 233  | 205  | 189  | - | - |

La population a considérablement baissé, passant de 567 habitants en 1817 à 590 en 1852. Au recensement de 1982, il n'en comptait plus que 218. La vocation rurale et la situation excentrée du village expliquent sans doute cette récession démographique.

### Enseignement
Établissements d'enseignements :
- Écoles maternelles et primaires à Schorbach, Volmunster, Hottviller, Bitche,
- Collèges à Bitche, Rohrbach-lès-Bitche, Lemberg, Wingen-sur-Moder,
- Lycées à Bitche, Éguelshardt, Sarreguemines.

### Santé
Professionnels et établissements de santé :
- Médecins à Volmunster, Bitche, Walschbronn, Petit-Réderching, Enchenberg, Lemberg, Rohrbach-lès-Bitche,
- Pharmacies à Volmunster, Bitche, Lemberg, Rohrbach-lès-Bitche, Goetzenbruck,
- Hôpitaux à Bitche, Niederbronn-les-Bains, Ingwiller, Sarreguemines.

### Cultes
- Culte catholique, Communauté de Paroisses Saint-Pirmin de Volmunster[43], Diocèse de Metz.

## Économie

### Entreprises et commerces

#### Agriculture
- Culture et élevage associés.
- Élevage de vaches laitières.
- Élevage d'autres bovins et de buffles.

#### Tourisme
- Hébergements à Schorbach, Bousseviller, Hottviller, Volmunster.
- Restauration à Volmunster.

#### Commerces
- Commerces et services de proximité[44] à Soucht, Bitche, Hottviller.

## Culture locale et patrimoine

### Lieux et monuments

#### Édifices religieux

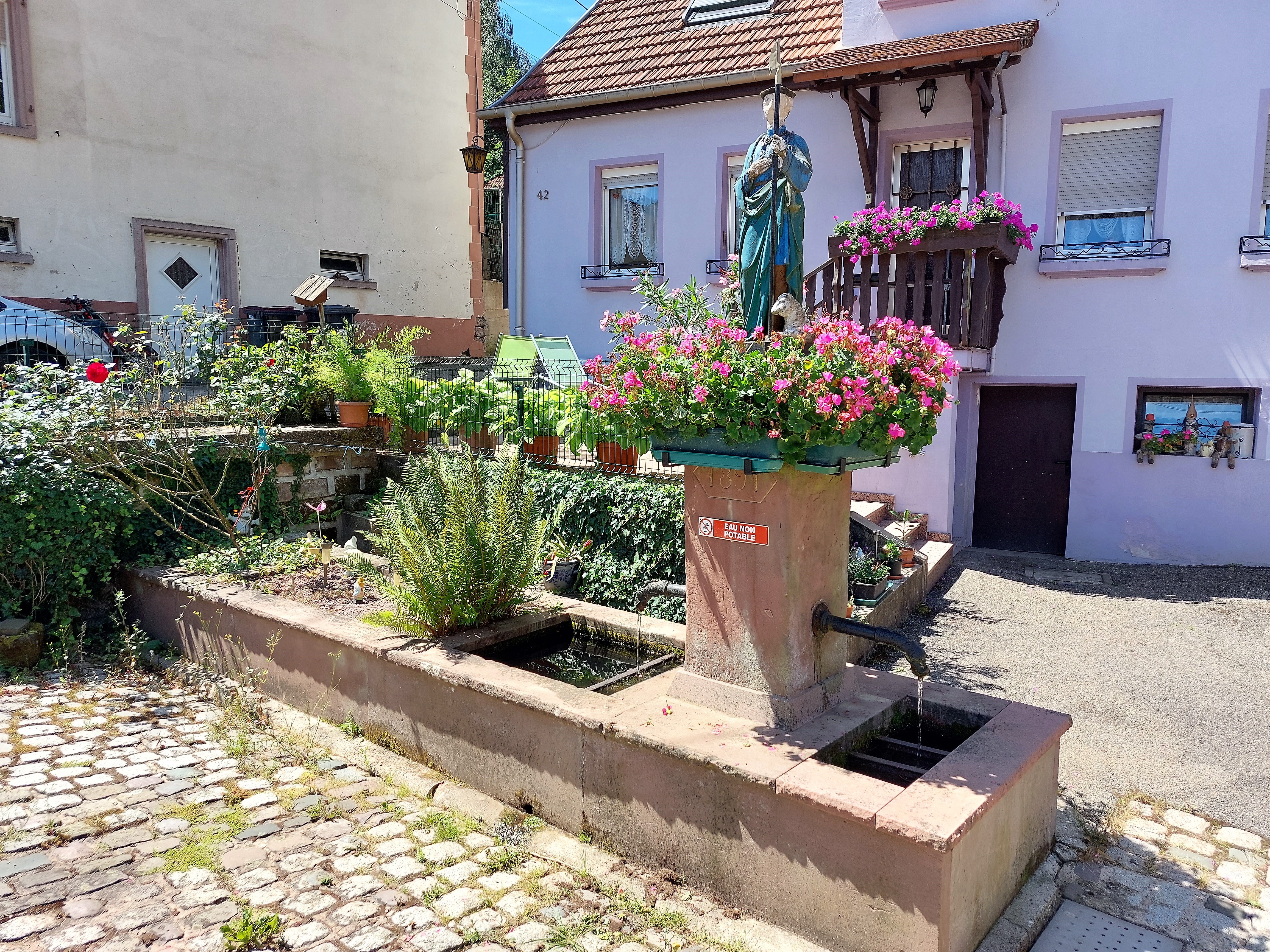
Fontaine rue de la fontaine.

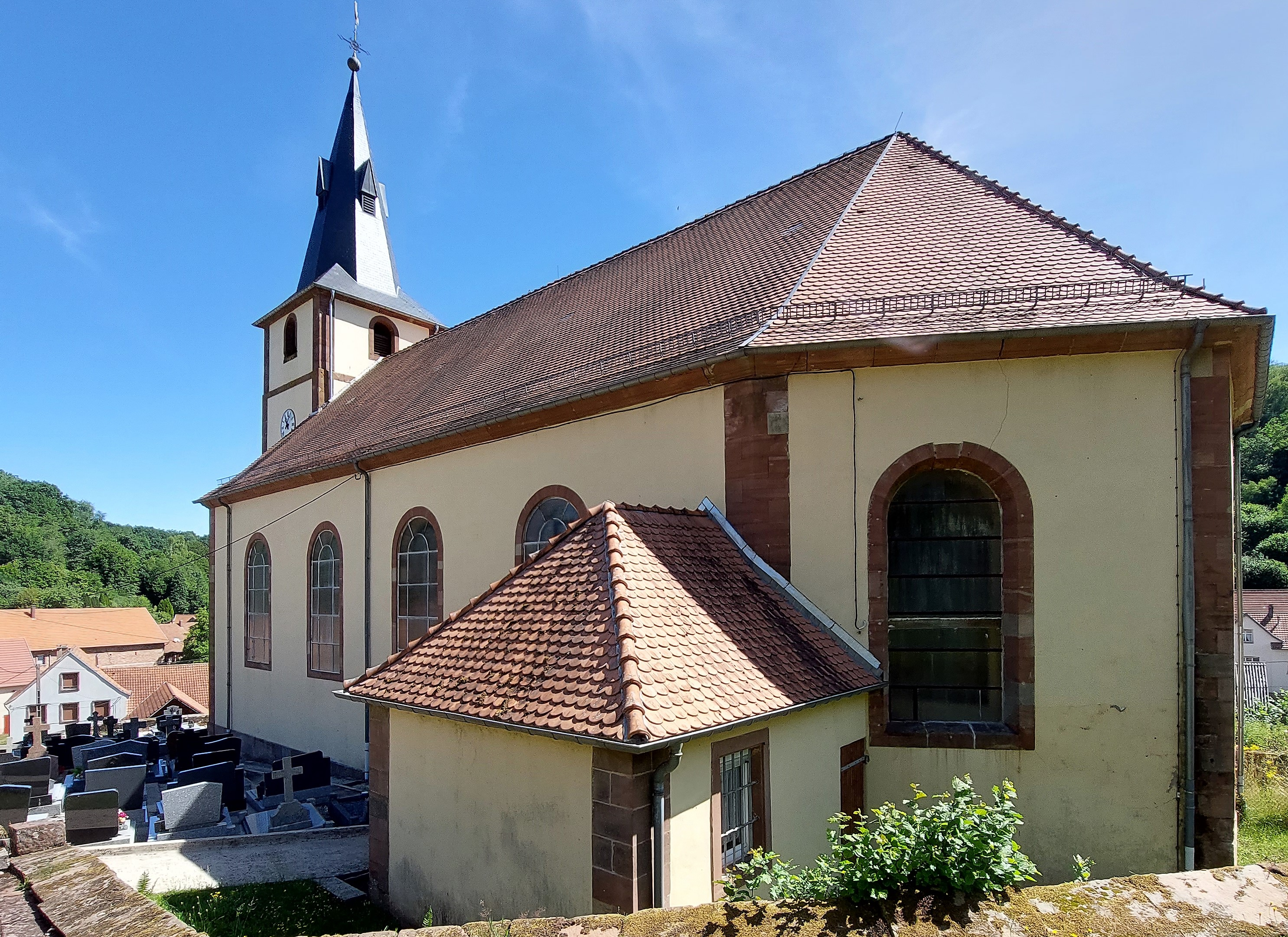
Église Saint-Laurent.
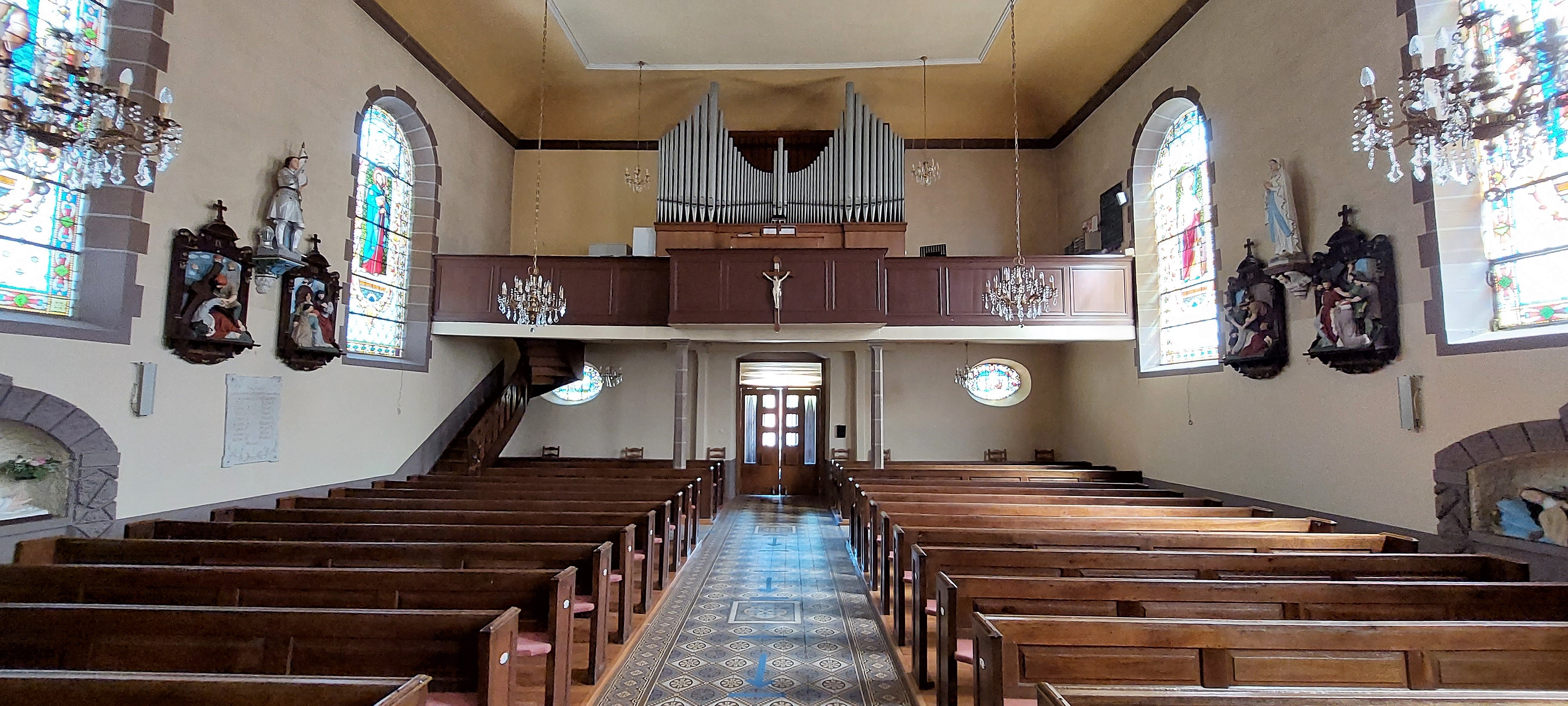
Orgue de l'église.
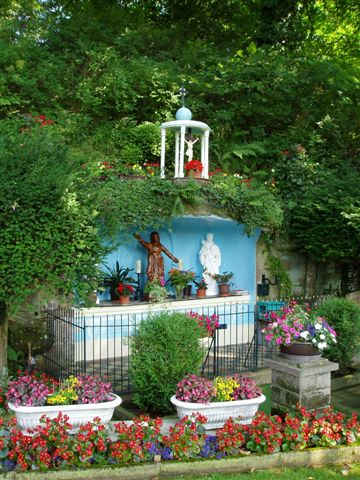
Vue de la grotte.
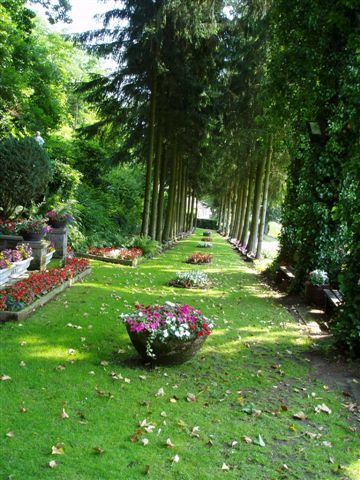
Chemin de la grotte.

- L'église[45], dédiée à saint Laurent, qui avec le presbytère, domine le village au nord. Construite en 1818-1819, elle se situe dans la tradition des églises bâties tout au long du XVIIIe siècle dans la région[46].

Le mobilier de l'église paroissiale Saint-Laurent.
* Orgue Haerpfer-Erman (1962) - Willy Meurer (1988).
* Verrière à personnages.
* Chemin de croix.
* Chaire à prêcher.
* Lambris de demi-revêtement.
* Placard.
* Statuette : saint Laurent.
* Statue (petite nature) : saint Laurent.
* Statue (grandeur nature) : sainte Barbe.
* Haut-relief : Assomption de la Vierge.
* Croix d'autel.
- Grotte de Lourdes Notre-Dame.[59],[60].
- Deux croix, séparées de plus de trente ans, dont les formes n'ont pas évolué, offrant un socle et un fût-stèle galbés en élévation, terminés par un grand croisillon en croix latine. Datée 1797[61], la croix du cimetière, plus élégante, représente sur le socle saint Laurent, patron de la paroisse, et sans doute sainte Vérène, protectrice des troupeaux. Ayant abandonné l'allure hiératique dans laquelle ils sont très souvent campés, la Sainte Vierge et saint Jean occupent le registre inférieur du fût-stèle, se lovant dans sa partie la plus large. Très loin du village, en bordure du Bitscherweg, l'autre croix, datée 1832, rappelle en une longue inscription en allemand gravée au revers, le voyage de Jean-Nicolas Haller et de son épouse Catherine Leichtnam, partis pour l'Amérique en 1831, la tempête à laquelle ils ont survécu et l'érection d'une croix au pays natal par François Leichtnam, le père de la jeune femme.
- Monument aux morts[62] : Conflits commémorés : Guerres 1914-1918 - 1939-1945.

#### Autres patrimoines
- Fontaine Saint-Jean-Baptiste[63].
- Fontaine Saint-Wendelin[64].

### Personnalités liées à la commune
- Victor Höner, peintre-verrier à Nancy (Meurthe-et-Moselle)[65]. La fabrique s'est adressée à cet atelier, tout comme le village d'Etting, pour la réalisation des vitraux[66]. Georges Janin, qui était entré dans l'atelier du peintre Victor Höner, a hérite de son activité à la mort de celui-ci en 1897.

### Héraldique
| Blason de Lengelsheim | Blason  | De gueules au gril d'or, la poignée en bas; à la bordure du même. |
| Blason de Lengelsheim | Détails | Le statut officiel du blason reste à déterminer.                  |